# 15526 Kokura
15526 Kokura eller 1999 XH229 är en asteroid i huvudbältet som upptäcktes den 8 december 1999 av LONEOS vid Anderson Mesa Station. Den är uppkallad efter skolan Kokura i Kitakyūshū, Japan.
Asteroiden har en diameter på ungefär 6 kilometer.